# Liobagrus nantoensis
Liobagrus nantoensis är en fiskart som beskrevs av Oshima, 1919. Liobagrus nantoensis ingår i släktet Liobagrus och familjen Amblycipitidae. Inga underarter finns listade i Catalogue of Life.